# Ludwik Waszkiewicz

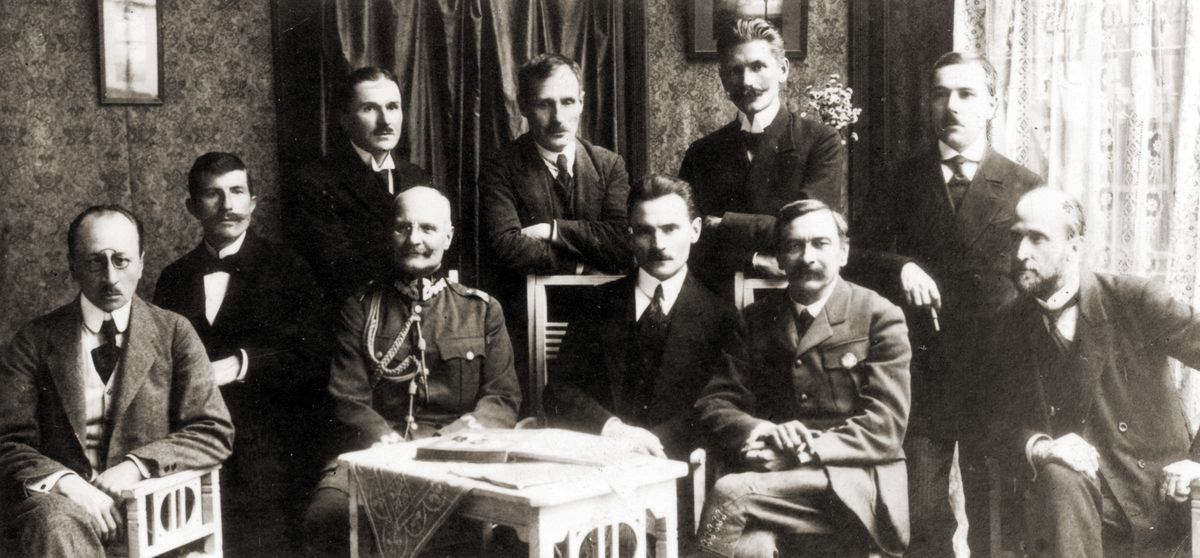
Delegacja polska na rokowania o zawieszeniu broni i zawarciu pokoju z Rosją Sowiecką 1920. Od lewej siedzą: Władysław Kiernik, gen. Mieczysław Kuliński, Jan Dąbski, Stanisław Grabski, Leon Wasilewski. Stoją: Michał Wichliński, Witold Kamieniecki, Norbert Barlicki, Adam Mieczkowski, Ludwik Waszkiewicz.

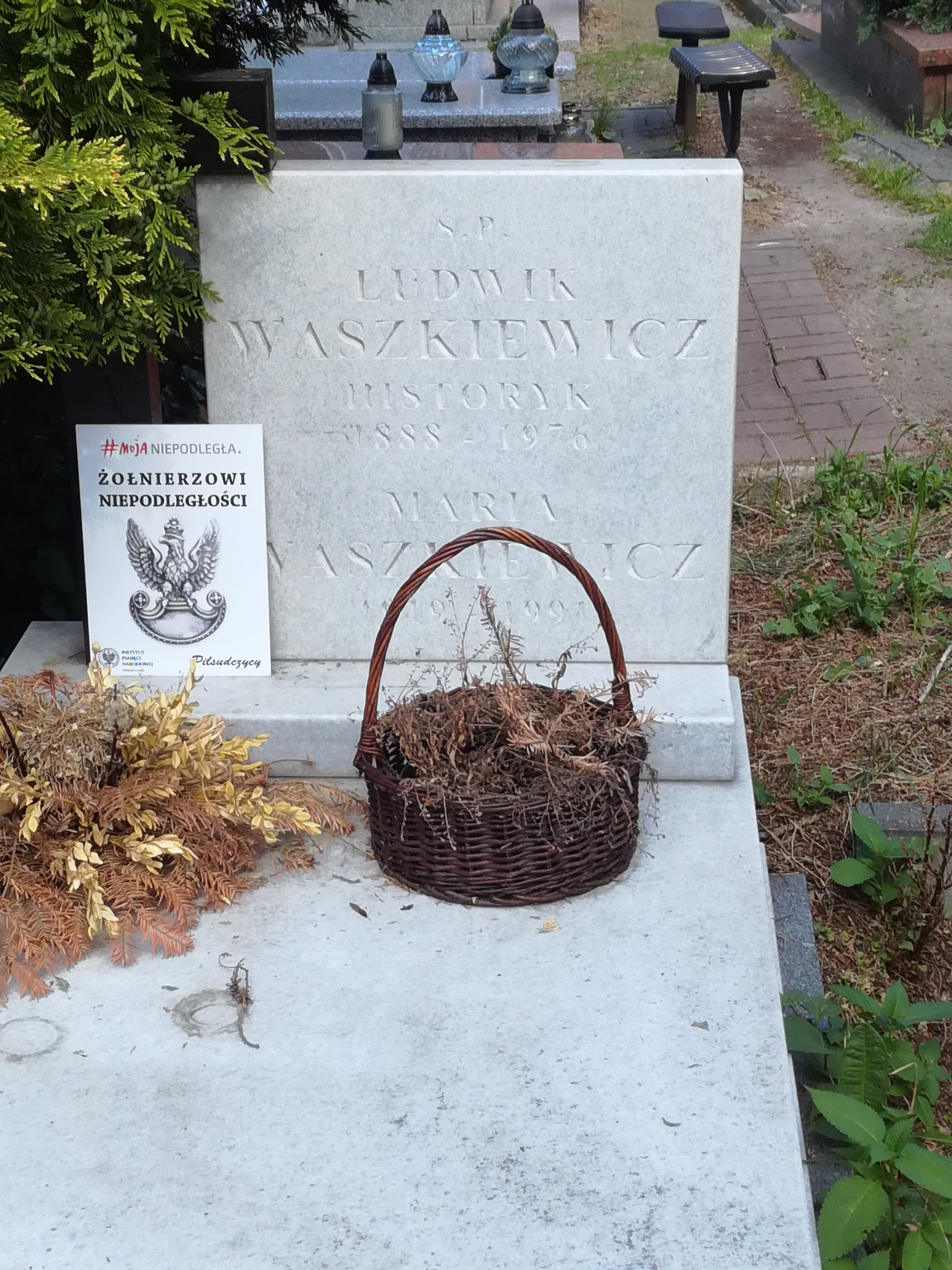
Grób Ludwika Waszkiewicza na Starym Cmentarzu w Łodzi

Ludwik Waszkiewicz (ur. 23 lipca 1888 w Łodzi, zm. 10 października 1976 tamże) – archiwista, historyk dziejów Łodzi i okręgu łódzkiego, regionalista, działacz społeczny, publicysta, poseł na Sejm Ustawodawczy oraz I, II, III i IV kadencji w II RP.

## Studia i praca zawodowa
Ukończył studia historyczne na Wydziale Filozoficznym Uniwersytetu Jagiellońskiego. Pracował początkowo jako nauczyciel gimnazjalny w Łodzi. Równocześnie działał społecznie: był prezesem Związku Stowarzyszeń Polskiej Młodzieży Niepodległościowej i Zarzewia. Od 1910 w Polskich Drużynach Strzeleckich. Współpracował też z pismami: Zarzewie i Sprawa Robotnicza.
Po wybuchu I wojny światowej w latach 1914–1915 żołnierz Legionów. W latach 1917–1919 wykładał historię w Seminarium Nauczycielskim i w Gimnazjum im. M. Kopernika w Łodzi.  Politycznie związany z Narodowym Związkiem Robotniczym (NZR), od 1920 w Narodowej Partii Robotniczej (NPR).
W wyborach w styczniu 1919 wybrany na posła do Sejmu Ustawodawczego. Pełnił funkcje: sekretarza klubu NZR i NPR, przewodniczącego komisji ochrony pracy i członka komisji spraw zagranicznych. We wrześniu 1920 delegowany do udziału w konferencji pokojowej w wojnie polsko-bolszewickiej w Rydze. Mandat poselski sprawował w latach 1919–1938, należąc do klubów: NZR, NPR (1920–1926), NPR-Lewicy (1928–1930) i BBWR (1930–1935). W Sejmie І і II kadencji wybrano go w okręgu nr 13, w IV kadencji w okręgu nr 17.
Po przewrocie majowym opowiedział się po stronie Józefa Piłsudskiego, utworzył wraz z Antonim Ciszakiem prosanacyjną NPR-Lewicę, był wiceprezesem partii. Od 1930 związał się z BBWR. Był działaczem Robotniczych Związków Zawodowych w Łodzi. W latach 1919–1922 i 1927–1936 członek Rady Miejskiej m. Łodzi.
Założyciel i wiceprezes Uniwersytetu Ludowego w Łodzi. Był inicjatorem zorganizowania w Łodzi archiwum jako placówki gromadzącej źródła historyczne oraz inspirującej i koordynującej badania naukowe dziejów okręgu łódzkiego. Od 1933 do wybuchu wojny kierował Archiwum Miejskim w Łodzi. W czasie okupacji przebywał w Warszawie, gdzie w latach 1941–1944 pracował jako archiwista w Archiwum Akt Dawnych. Należał do konspiracyjnej organizacji Polski Związek Wolności. Uczestnik powstania warszawskiego, po kapitulacji jeniec oflagu II C Woldenberg.
Powrócił z niewoli niemieckiej do Łodzi w lutym 1945 i objął stanowisko dyrektora Archiwum Miejskiego, którym kierował do 1949. Powtórnie pracował w latach 1957–1967 w tym samym archiwum – pod nazwą Archiwum Państwowe Miasta Łodzi i Województwa Łódzkiego.

## Działalność naukowa
Przez wiele lat współpracował z Instytutem Historii Uniwersytetu Łódzkiego, m.in. w roku akademickim 1949/1950 prowadził wykłady zlecone z dziejów przemysłu włókienniczego w Królestwie Polskim. W latach 1945–1950 pełnił funkcję prezesa Oddziału Łódzkiego Polskiego Towarzystwa Historycznego. Jego zainteresowania historyczne koncentrowały się na dziejach powstania listopadowego i styczniowego w okręgu łódzkim, strajkach szkolnych w 1905 oraz instytucjach kulturalnych Łodzi do 1914.
Zgromadził obszerny materiał archiwalny do dziejów powstania styczniowego, który, niewykorzystany, spłonął podczas powstania warszawskiego.
Przygotowywał monografię powstania styczniowego w okręgu łódzkim, której nie ukończył. Opublikował jedynie kilka artykułów na ten temat, m.in. „Z dziejów powstania styczniowego w Łodzi i okolicy (Represje w łódzkim okręgu wojennym w świetle papierów naczelnika wojennego A. Broemsena)” – 1963.
W 1937 roku został odznaczony Krzyżem Oficerskim Orderu Odrodzenia Polski.

## Działalność popularyzatorska
W ramach popularyzacji dziejów Łodzi i regionu wygłosił wiele odczytów i opublikował bardzo wiele artykułów na łamach Dziennika Łódzkiego.
Pochowany na Starym Cmentarzu w Łodzi.